# Signalprotein
Et signalprotein er et protein der afstedkommer bestemte processer i levende organismer. Der findes mange slags signalproteiner. Nogle af de lidt mere kendte er enzymer og glukagon. Signalproteiner spiller for eksempel en vigtig rolle under et fosters udvikling, hvor forskellige signalproteiner får cellerne til at udvikle sig i forskellige retninger.